# 公报 (法国)
《公报》（法語：La Gazette），初名《法国公报》（Gazette de France），是法国出版的第一份周刊，也是法国历史最悠久的报纸，由泰奥夫拉斯特·勒诺多创办，第一版于1631年5月30日发行。它逐渐成为法国保皇派之一——正统派的喉舌。
20世纪初，随着法国现代新闻媒体的兴起和全国各地专业化、地方化报纸的出现，该报于在1915年停刊。